# Liga Mistrzów AFC 2007
Liga Mistrzów AFC 2007 to 26 rozgrywki tego typu. Finał odbędzie się 12 grudnia 2007 roku. Tytułu broni południowo-koreańskie Jeonbuk Hyundai Motors.
Azja Zachodnia
- Kuwejt
  - Al Kuwait Kaifan (Mistrz Kuwejtu)
  - Al Arabi Kuwait (Puchar Emira)
- Syria
  - Al Karama (Mistrz Syrii)
  - Al Ittihad (Puchar Syrii)
- ZEA
  - Al-Wahda (Mistrz ZEA)
  - Al Ain (Puchar ZEA)
- Arabia Saudyjska
  - Al-Shabab (Mistrz Arabii Sau.)
  - Al-Hilal (Puchar następcy tronu)
- - Al Zawraa (Mistrz Iraku)
  - Najaf FC (Wicemistrz Iraku)
- Katar
  - Al Sadd (Mistrz Kataru)
  - Al-Rayyan (Puchar Emira)

Azja Wschodnia
- ChRL
  - Shandong Luneng (Mistrz ChRL i Puchar ChRL)
  - Shanghai Shenhua (Wicemistrz ChRL)
- Korea Południowa
  - Ilhwa Chunma (Mistrz PK)
  - Chunnam Dragons (Puchar PK)
  - Jeonbuk Hyundai Motors (Obrońca tytułu, startuje od ćwierćfinału)
- Japonia
  - Urawa Reds Diamonds (Mistrz Japonii i Puchar Cesarza)
  - Kawasaki Frontale (Wicemistrz Japonii)

Azja Centralna
- Uzbekistan
  - FC Pakhtakor (Mistrz Uzbekistanu i Puchar Uzbeków)
  - Neftchi Farg'ona (Wicemistrz Uzbekistanu)
- Iran
  - Esteghlal Teheran (Mistrz Iranu)
  - Sepahan (Puchar Hazfi)

ASEAN
- Wietnam
  - Gach Dong Tam Long An (Mistrz Wietnamu)
- Indonezja
  - Persik Kediri (Mistrz Indonezji)
  - Arema Malang (Puchar Indonezji)
- Tajlandia
  - Bangkok University FC (Mistrz Tajlandii)
- - Adelaide United (Puchar Australii)
  - Sydney FC (Mistrz Australii)

Losowanie grup odbyło się 20 lutego 2007 w Kuala Lumpur. Mecze odbyły się: 7 marca, 21 marca, 11 kwietnia (wyjątkowo jeden odbył się 12 kwietnia), 25 kwietnia, 9 maja i 23 maja.

## Faza Grupowa

### Grupa A
| Drużyna         | Pkt | Mecze | Wygrane | Remisy | Porażki | Bramki Strzelone | Bramki Stracone |
| --------------- | --- | ----- | ------- | ------ | ------- | ---------------- | --------------- |
| Al-Wahda        | 13  | 6     | 4       | 1      | 1       | 13               | 6               |
| Al-Zawraa       | 11  | 6     | 3       | 2      | 1       | 9                | 6               |
| Al Arabi Kuwait | 7   | 6     | 2       | 1      | 3       | 10               | 12              |
| Al-Rayyan       | 2   | 6     | 0       | 2      | 4       | 3                | 11              |

Mecze:
7 marca:
Al Arabi Kuwait – Al-Zawraa 0:1 (0:0)
Al-Rayyan – Al-Wahda 0:1 (0:0)
21 marca:
Al-Wahda – Al Arabi Kuwait 4:1 (1:1)
Al-Zawraa – Al-Rayyan 0:0 (0:0)
11 kwietnia:
Al-Rayyan – Al Arabi Kuwait 1:1 (0:0)
Al-Zawraa –  Al-Wahda 1:2 (0:1)
25 kwietnia:
Al-Rayyan – Al Arabi Kuwait 1:3 (1:1)
Al-Wahda – Al-Zawraa 1:1 (0:0)
9 maja:
Al-Zawraa – Al Arabi Kuwait 3:2 (1:0)
Al-Wahda – Al-Rayyan 3:0 (2:0)
23 maja:
Al Arabi Kuwait – Al-Wahda 3:2 (1:1)
Al-Rayyan – Al-Zawraa 1:3 (0:3)

### Grupa B
| Drużyna          | Pkt | Mecze | Wygrane | Remisy | Porażki | Bramki Strzelone | Bramki Stracone |
| ---------------- | --- | ----- | ------- | ------ | ------- | ---------------- | --------------- |
| Al-Hilal         | 8   | 4     | 2       | 2      | 0       | 5                | 1               |
| FC Pakhtakor     | 6   | 4     | 2       | 0      | 2       | 3                | 5               |
| Al Kuwait Kaifan | 2   | 4     | 0       | 2      | 2       | 2                | 4               |

Mecze:
7 marca
Al-Hilal – Al Kuwait Kaifan 1:1 (1:0)
21 marca
Al Kuwait Kaifan – FC Pakhtakor 0:1 (0:0)
11 kwietnia
FC Pakhtakor – Al-Hilal 0:2 (0:0)
25 kwietnia
Al-Hilal – FC Pakhtakor 2:0 (1:0)
9 maja
Al Kuwait Kaifan – Al-Hilal 0:0 (0:0)
23 maja
FC Pakhtakor – Al Kuwait Kaifan 2:1 (1:0)

### Grupa C
| Drużyna          | Pkt | Miejsce | Wygrane | Remisy | Porażki | Bramki Strzelone | Bramki Stracone |
| ---------------- | --- | ------- | ------- | ------ | ------- | ---------------- | --------------- |
| Al Karama        | 11  | 6       | 3       | 2      | 1       | 11               | 7               |
| Neftchi Farg'ona | 10  | 6       | 3       | 1      | 2       | 6                | 7               |
| Najaf FC         | 8   | 6       | 2       | 2      | 2       | 9                | 8               |
| Al Sadd          | 4   | 6       | 1       | 1      | 4       | 6                | 10              |

7 marca
Al-Karama – Al Sadd 2:1 (0:1)
Najaf FC – Neftchi Farg'ona 1:0 (0:0)
21 marca
Al Sadd – Najaf FC 1:4 (1:0)
Neftchi Farg'ona – Al-Karama 2:1 (1:1)
11 kwietnia
Al Sadd – Neftchi Farg'ona 2:0 (0:0)
Al-Karama – Najaf FC 1:1 (0:0)
25 kwietnia
Najaf FC – Al-Karama 2:4 (1:0)
Neftchi Farg'ona – Al Sadd 2:1 (2:1)
9 maja
Al Sadd – Al-Karama 1:1 (1:1)
Neftchi Farg'ona – Najaf FC 1:1 (1:0)
23 maja
Al-Karama – Neftchi Farg'ona 2:0 (1:0)
Najaf FC – Al Sadd 1:0 (0:0)

### Grupa D
| Drużyna    | Pkt | Miejsce | Wygrane | Remisy | Porażki | Bramki Strzelone | Bramki Stracone |
| ---------- | --- | ------- | ------- | ------ | ------- | ---------------- | --------------- |
| Sepahan    | 13  | 6       | 4       | 1      | 1       | 12               | 5               |
| Al-Shabab  | 10  | 6       | 3       | 1      | 2       | 9                | 3               |
| Al Ain     | 6   | 6       | 1       | 3      | 2       | 5                | 8               |
| Al Ittihad | 3   | 6       | 0       | 3      | 3       | 3                | 13              |

7 marca
Sepahan – Al Ittihad 2:1 (1:1)
Al Ain – Al-Shabab 0:2 (0:1)
21 marca
Al-Shabab – Sepahan 0:1 (0:0)
Al Ittihad – Al Ain 0:0 (0:0)
11 kwietnia
Al-Shabab – Al Ittihad 4:0 (1:0)
Al Ain – Sepahan 3:2 (2:1)
25 kwietnia
Sepahan – Al Ain 1:1 (0:0)
Al Ittihad – Al-Shabab 1:1 (1:0)
9 maja
Al-Shabab – Al Ain 2:0 (0:0)
Al Ittihad – Sepahan 0:5 (0:2)
23 maja
Al Ain – Al Ittihad 1:1 (0:0)
Sepahan – Al-Shabab 1:0 (1:0)

### Grupa E
| Drużyna             | Pkt | Miejsce | Wygrane | Remisy | Porażki | Bramki Strzelone | Bramki Stracone |
| ------------------- | --- | ------- | ------- | ------ | ------- | ---------------- | --------------- |
| Urawa Reds Diamonds | 10  | 6       | 2       | 4      | 0       | 9                | 5               |
| Sydney FC           | 9   | 6       | 2       | 3      | 1       | 8                | 5               |
| Persik Kediri       | 7   | 6       | 2       | 1      | 3       | 6                | 16              |
| Shanghai Shenhua    | 5   | 6       | 1       | 2      | 3       | 7                | 4               |

7 marca
Shanghai Shenhua – Sydney FC 1:2 (0:2)
Urawa Reds Diamonds – Persik Kediri 3:0 (2:0)
21 marca
Persik Kediri – Shanghai Shenhua 1:0 (0:0)
Sydney FC – Urawa Reds Diamonds 2:2 (2:1)
11 kwietnia
Urawa Reds Diamonds – Shanghai Shenhua 1:0 (1:0)
12 kwietnia
Persik Kediri – Sydney FC 2:1 (1:1)
25 kwietnia
Shanghai Shenhua – Urawa Reds Diamonds 0:0 (0:0)
Sydney FC – Persik Kediri 3:0 (1:0)
9 maja
Persik Kediri – Urawa Reds Diamonds 3:3 (2:1)
Sydney FC – Shanghai Shenhua 0:0 (0:0)
23 maja
Urawa Reds Diamonds – Sydney FC 0:0 (0:0)
Shanghai Shenhua – Persik Kediri 6:0 (2:0)

### Grupa F
| Drużyna               | Pkt | Miejsce | Wygrane | Remisy | Porażki | Bramki Strzelone | Bramki Stracone |
| --------------------- | --- | ------- | ------- | ------ | ------- | ---------------- | --------------- |
| Kawasaki Frontale     | 16  | 6       | 5       | 1      | 0       | 15               | 4               |
| Chunnam Dragons       | 10  | 6       | 3       | 1      | 2       | 7                | 8               |
| Arema Malang          | 4   | 6       | 1       | 1      | 4       | 2                | 9               |
| Bangkok University FC | 3   | 6       | 0       | 3      | 3       | 4                | 7               |

7 marca
Bangkok University FC – Chunnam Dragons 0:0 (0:0)
Arema Malang – Kawasaki Frontale 1:3 (1:1)
21 marca
Chunnam Dragons – Arema Malang 2:0 (0:0)
Kawasaki Frontale – Bangkok University FC 1:1 (0:1)
11 kwietnia
Chunnam Dragons – Kawasaki Frontale 1:3 (0:1)
Bangkok University FC – Arema Malang 0:0 (0:0)
25 kwietnia
Arema Malang – Bangkok University FC 1:0 (0:0)
Kawasaki Frontale – Chunnam Dragons 3:0 (1:0)
9 maja
Chunnam Dragons – Bangkok University FC 3:2 (1:2)
Kawasaki Frontale – Arema Malang 3:0 (1:0)
23 maja
Bangkok University FC – Kawasaki Frontale 1:2 (1:1)
Chunnam Dragons – Arema Malang 1:0 (0:0)

### Grupa G
| Drużyna               | Pkt | Miejsce | Wygrane | Remisy | Porażki | Bramki Strzelone | Bramki Stracone |
| --------------------- | --- | ------- | ------- | ------ | ------- | ---------------- | --------------- |
| Ilhwa Chunma          | 13  | 6       | 4       | 1      | 1       | 13               | 6               |
| Shandong Luneng       | 13  | 6       | 4       | 1      | 1       | 12               | 8               |
| Adelaide United FC    | 8   | 6       | 2       | 2      | 2       | 9                | 6               |
| Gach Dong Tam Long An | 0   | 6       | 0       | 0      | 6       | 4                | 18              |

7 marca
Adelaide United FC – Shandong Luneng 0:1 (0:0)
Ilhwa Chunma – Gach Dong Tam Long An 4:1 (1:0)
21 marca
Shandong Luneng – Ilhwa Chunma 2:1 (0:0)
Gach Dong Tam Long An – Adelaide United FC 0:2 (0:2)
11 kwietnia
Shandong Luneng – Gach Dong Tam Long An 4:0 (1:0)
Adelaide United FC – Ilhwa Chunma 2:2 (0:0)
25 kwietnia
Ilhwa Chunma – Adelaide United FC 1:0 (1:0)
Gach Dong Tam Long An – Shandong Luneng 2:3 (2:1)
9 maja
Shandong Luneng – Adelaide United FC 2:2 (1:1)
Gach Dong Tam Long An – Ilhwa Chunma 1:2 (1:1)
23 maja
Adelaide United FC – Gach Dong Tam Long An 3:0 (2:0)
Ilhwa Chunma – Shandong Luneng 3:0 (2:0)

## Ćwierćfinały
19 września:
 Sepahan –  Kawasaki Frontale 0:0
 Ilhwa Chunma –  Al Karama 2:1
 Al-Wahda –  Al-Hilal 0:0
 Urawa Reds Diamonds –  Jeonbuk Hyundai Motors 2:1
26 września:
 Kawasaki Frontale –  Sepahan 0:0 (karne: 4:5)
 Al-Hilal –  Al-Wahda 1:1
 Al Karama –  Ilhwa Chunma 0:2
 Jeonbuk Hyundai Motors –  Urawa Reds Diamonds 0:2

## Półfinały
3 października:
 Sepahan –  Al-Wahda 3:1
 Ilhwa Chunma –  Urawa Reds Diamonds 2:2
24 października:
 Al-Wahda –  Sepahan 0:0
 Urawa Reds Diamonds –  Ilhwa Chunma 2:2 (karne: 5:3)

## Finały
Pierwszy mecz odbył się 7 listopada, a rewanż 14 listopada.
 Sepahan –  Urawa Reds Diamonds 1:1
 Urawa Reds Diamonds –  Sepahan 2:0